# Rio Cotia (vattendrag i Brasilien, São Paulo)
Rio Cotia är ett vattendrag i Brasilien.   Det ligger i delstaten São Paulo, i den sydöstra delen av landet, 900 km söder om huvudstaden Brasília.
Runt Rio Cotia är det i huvudsak tätbebyggt. Runt Rio Cotia är det mycket tätbefolkat, med 5 598 invånare per kvadratkilometer.